# Мясникова, Анастасия Тихоновна
Анастасия Тихоновна Мясникова (1901-1990) — советский хозяйственный, государственный и политический деятель, Герой Социалистического Труда.

## Биография
Родилась в 1901 году в Пензенской губернии. Член ВКП(б).
С 1922 года — на хозяйственной, общественной и политической работе. 
Работала на Свердловском трубном заводе. 
В 1933 году переехала во вновь организованный совхоз № 54 Омской области, работала дояркой. В период Великой Отечественной войны стала бригадиром дойного гурта. В первые годы после войны бригада, которой она руководила, добилась рекордных надоев молока.
С 1951 по 1955 год являлась депутатом Верховного Совета РСФСР (3-й созыв).
Умерла в 1990 году.

## Награды
- Орден Трудового Красного Знамени[1]
- Герой Социалистического Труда[1]
- Орден Ленина[1]
- Золотая медаль «Серп и Молот» (1949)[1]